# Grêmio Esportivo Olímpico
Maillots
Le Grêmio Esportivo Olímpico est un club brésilien de football basé à Blumenau dans l'État de Santa Catarina.

## Palmarès
- Championnat de l'État de Santa Catarina :
  - Vainqueur : 1949 et 1964